# Ґабріель Сільніцький
Ґабрієль (Стефан) Сільніцький гербу Єліта (пол. Gabriel Silnicki; ? — перед 16 серпня 1681) — польський шляхтич, військовик, урядник Республіки Обох Націй (Речі Посполитої), дипломат, представник роду Сільніцьких. Делегат короля Міхала Корибута Вишневецького для перемовин із турками, після яких було підписано Бучацький мирний договір.

## Життєпис
Дата народження невідома. Походив з родини, представники якої мешкали у Краківському воєводстві, а частина осіла в Галичині та на Поділлі.
Змолоду служив у коронному війську. Близько 1640 року був товаришем однієї з корогв коронного компуту. Очевидно, служив у складі роти Яна Собіпана Замойського. Певне, під Корсунем у 1648 році потрапив у татарський полон; у рамках обміну полоненими його привезли до Хотина, де весною 1649 року звільнили. Брав участь в облозі Збаража, Берестецькій битві. У 1651 році став поручником гусарської корогви Яна Собіпана Замойського, в її складі брав участь у битві під Жванцем, військових діях в Україні у 1654—1655 під командуванням великого коронного гетьмана Станіслава «Ревери» Потоцького. Брав участь у битвах під Охматовом, Городком у 1655 році.
У 1667 році: був послом сейму від королівського війська разом із коронним стражником Якубом Потоцьким; взяв участь у Підгаєцькій кампанії Яна Собеського, зокрема, обороняв лінію Золотої Липи, у жовтні разом з Анджеєм Потоцьким завдав поразки татарам у боях під Єзуполем та Раківцем; його загону приписують перемогу над татарами під Бережанами; також після укладення миру з татарами Яном Собеським розбив чамбул грабіжників-татар біля Нараївців на Покутті.
25 квітня 1670 отримав призначення на посаду сяноцького каштеляна (після смерти Маріуша Яскульського), після її анулювання 5 грудня 1670 став чернігівським каштеляном. У листопаді князь Дмитро Юрій Вишневецький (Сільніцький служив у складі його гусарської корогви поручником після реорганізації війська), який хотів одружитися зі сестреницею Яна Собеського княжною Теофілією Острозькою-Заславською, але мав конфлікт із коронним гетьманом, тому вислав Сільніцького з місією про перепросини.
На початку вересня 1672 втратив частину відділку у сутичці з татарами. Десь тоді король призначив його комісаром для перемовин зі Селімом II Ґераєм та султаном Мехмедом IV. 26 жовтня разом з іншими комісарами спостерігав вихід шляхти з Кам'янця. Під час коронаційного сейму Яна ІІІ Собеського 3 березня 1676 отримав номінацію на посаду кам'янецького каштеляна.
Уряди (посади): каштелян чернігівський, кам'янецький, ловчий львівський, стольник подільський. Буцнівський староста. Полковник війська С. «Р.» Потоцького у 1661—1667 роках.
Помер у середині 1681 року, до 16 серпня: того дня сини у Львові уклали між собою угоду щодо поділу спадку батька.

### Маєтності, фундації
Посідав понад 20 королівщин, головно у Краківському та Руському воєводствах (від 1661 Дубовець у Теребовельському повіті, від 1662 — посідання, з 1667 отримав королівські села Пуків пол. Dubrniow у Галицькому повіті у дідичну власність). Юрій Володийовський придбав у Сільніцького маєтності  Блищанівка, Шатава, Михайлівка.
30 травня 1665 люблінський воєвода Ян Тарло відступив йому Буцнівське староство (у Буцневі значні суми вклав у зміцнення замку) та королівщину Лошнів. У 1668 році поновив цю «цесію», також переказав інші 13 сіл-королівщин у Теребовельському повіті. У 1670 році Буцнівське староство сину Янові Стефанові, у 1666—1670 роках сину Миколаєві Нікодему відступив села Болотня, Леснівка та пол. Slonie в Руському воєводстві. Також посідав королівщини Мідяків та Крупець (Белзьке воєводство). Дідичні маєтності були на Поділлі та в Руському воєводстві (зокрема, Стратин, для якого отримав привілей на ярмарок і торги від короля М. К. Вишневецького 1671 року).
Написав дарчу грамоту для монастиря ордену боніфратрів у Кам'янці на Поділлі, яку затвердив сейм 1667 року.

### Сім'я
Перша дружина — Анна з Йорданів, вдова королівського (ЙКМ) ротмістра Анджея Моравця та подільського земського судді Героніма Конажевського (пол. Hieronim Konarzewski). Шлюб уклали 1661 року. Діти:
- Ян Стефан, дружина — представниця роду Дружбичів, донька белзького підкоморія, завдяки шлюбу отримав як віно містечко Наріль.[1]
- Миколай Нікодем
- Катажина — дружина овруцького старости Францішека Потоцького гербу Любич.

Друга дружина — Анна Констанція з Харленських, удова князя Костянтина Пузини і Францішека Любовецького. Відомостей про дітей немає.

## Зауваги
1. ↑  Вказана на його сторінці в Генеалогії Марека Мінаковського дата близько 1640 року виглядає хибною.